# Bottenslamrörmask
Bottenslamrörmask (Tubifex tubifex) är en ringmaskart som först beskrevs av Otto Friedrich Müller 1774. Bottenslamrörmasken ingår i släktet Tubifex och familjen glattmaskar. Arten är reproducerande i Sverige.
Bottenslamrörmasken är en släkting till den vanliga daggmasken. Det är en sötvattenart som lever i ett rör på mjuka bottnar. Den äter bakterier och döda växt- och djurdelar.
Bottenslamrörmasken finns på grunda, mjuka bottnar i utsötade miljöer längs Sveriges kust. Den kan bli upp till 2 centimeter.

## Bildgalleri

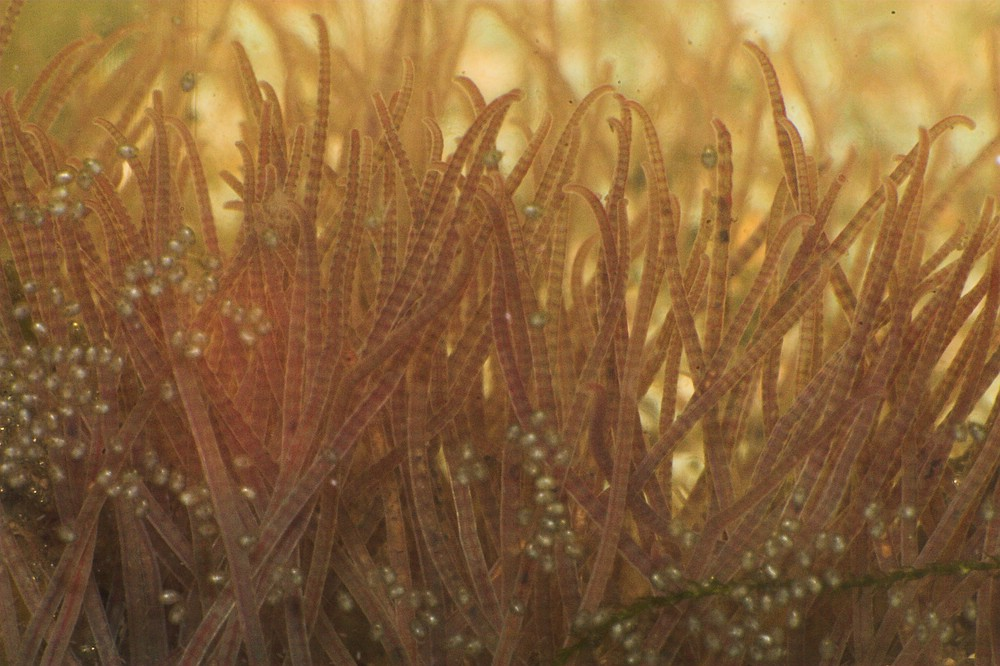
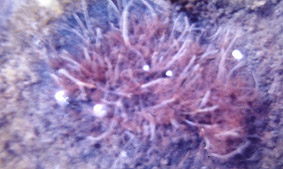